# Maghrebekster
De maghrebekster (Pica mauritanica) is een zangvogel uit de familie van de kraaien en het geslacht eksters (Pica). De soort is op grond van moleculair genetisch onderzoek dat in 2017 werd gepubliceerd afgesplitst van de ekster en ingedeeld als een zustertaxon van een clade die alle andere leden van het geslacht Pica bevat.

## Herkenning
De vogel is 48 cm lang en weegt gemiddeld 180 g. Deze soort lijkt sterk op de gewone ekster (P. pica) maar heeft achter het oog een blauwe, onbevederde vlek, minder wit op de buik, kortere vleugels en een relatief lange staart.

## Verspreiding en leefgebied
De vogel komt voor in Algerije, Marokko, Tunesië, Westelijke Sahara en de Spaanse enclaves in Noord-Afrika.

## Status
Volgens BirdLife International was in 2017 de populatiegrootte in de daaraan voorafgaande tijd stabiel. Om deze redenen staat deze soort ekster als niet bedreigd op de Rode Lijst van de IUCN. De afgelopen jaren is de populatie van de Maghrebekster in Tunesië afgenomen. Uit onderzoek is gebleken dat de oorzaak hiervan het mislukken van nesten is, voornamelijk door de plundering van nestkuikens door de zuidelijke klapekster.